# سبات (شاهدخت)
سبات یکی از شاه‌دخت‌های مصر باستان در دودمان دوازدهم بود. تنها عنوان شناخته‌شدهٔ او «دختر پادشاه از صلب او» است. تا کنون تنها نشانه‌ای که از او در دست است، کتیبه‌ای بر صفحهٔ پشتی پایهٔ یک تندیس است که در سِرابیت الخادم واقع در شبه‌جزیره سینا یافت شده است. این تندیس‌ها که اکنون مفقود شده‌اند، زمانی یک شاهین، شاه آمنه‌محات اول و شاه سنوسرت یکم را به تصویر می‌کشیدند.
کتیبه‌ای که در بالای آن نام آمنمحات یکم آمده، در رجیستر پایین‌تر (بخش پایینی نوشته)، به ترتیب نام‌های سنوسرت یکم، شاه‌‌دخت سبات، همسر شاه نفرو سوم، آمنمحات دوم و بار دیگر  سنوسرت یکم دیده می‌شود.
با توجه به این شواهد، به‌نظر می‌رسد سبات دختر  سنوسرت یکم و نفرُو، و خواهر آمنمحات دوم بوده است.